# گوانینگ، گوانگدونگ
گوانینگ، گوانگدونگ (به لاتین: Guanyinge) یک شهرک در جمهوری خلق چین است که در بولاو واقع شده‌است. گوانینگ ۴۱ متر بالاتر از سطح دریا واقع شده‌است.